# The Holy Bible
The Holy Bible is het derde studioalbum van de Welshe alternatieve rockband Manic Street Preachers uit 1994. Het album werd goed ontvangen bij de media en is in de jaren na de uitgave in populariteit gestegen, waarna het door sommigen als het magnum opus van de band wordt gezien. Dit is ook het laatste album waar Richey Edwards bewust aan heeft meegewerkt.

## Overzicht
Alle muziek is gecomponeerd door James Dean Bradfield en Sean Moore, alle teksten zijn geschreven door Richey Edwards en Nicky Wire. De teksten zijn erg duister en gaan over onderwerpen zoals anorexia, de holocaust, vrouwenhandel, seriemoordenaars en de Russische Revolutie.
De albumcover is een kunstwerk van de Britse kunstenares Jenny Saville. Het zijn drie perspectieven van een vrouw met obesitas in ondergoed. Ze vroeg eerst £30.000 om het kunstwerk te laten gebruiken, maar Edwards wist haar in een half uur-durend telefoongesprek te overtuigen door de betekenissen van alle nummers door te geven. Uiteindelijk mochten ze het plaatje gratis gebruiken voor op het album.
Edwards verdween spoorloos begin 1995. Veel fans zien dit album daarom als zijn zelfmoordbrief, aangezien ervan uit wordt gegaan dat hij zelfmoord heeft gepleegd.
Wat opvalt in de nummers is dat elk nummer een gesproken citaat bevat van slechte geluidskwaliteit, onder andere van J.G. Ballard (Mausoleum), een moeder van een Peter Sutcliffe-slachtoffer (Archives of Pain), en John Hurt als Winston Smith uit Ninenteen Eighty-Four (Faster). Deze citaten hebben iets met het onderwerp van het nummer te maken.

## Tracks
| Nr. | Titel                                                      | Duur |
| --- | ---------------------------------------------------------- | ---- |
| 1.  | Yes                                                        | 4:59 |
| 2.  | Ifwhiteamericatoldthetruthforonedayit'sworldwouldfallapart | 3:39 |
| 3.  | Of Walking Abortion                                        | 4:01 |
| 4.  | She Is Suffering                                           | 4:43 |
| 5.  | Archives of Pain                                           | 5:29 |
| 6.  | Revol                                                      | 3:04 |
| 7.  | 4st 7lb                                                    | 5:05 |
| 8.  | Mausoleum                                                  | 4:12 |
| 9.  | Faster                                                     | 3:55 |
| 10. | This Is Yesterday                                          | 3:58 |
| 11. | Die in the Summertime                                      | 3:05 |
| 12. | The Intense Humming of Evil                                | 6:12 |
| 13. | P.C.P.                                                     | 3:55 |